# BMW R 39
Das im Jahr 1925 erschienene Modell R 39 war das erste Einzylinder-Motorrad aus dem Hause BMW, konzipiert als sportliche Maschine mit einem Motor mit hängenden Ventilen (OHV-Bauart).

## Geschichte

### Entwicklung
BMW entwickelte im Jahr 1924 die R 39 für die 250-cm³-Klasse. Anlässlich der Deutschen Automobilausstellung in Berlin im Dezember 1924 präsentierte der Motorradhersteller das erste Einzylindermodell des Unternehmens.

### Sportliche Erfolge
Josef Stelzer gewann schon im ersten Produktionsjahr 1925 die Deutsche Straßenmeisterschaft des DMV in der 250-cm³-Klasse auf einer R 39.

### Vermarktung
Die Ausführung der R 39 unterschied sich nicht wesentlich vom gleichzeitig vorgestellten großen Zweizylinder R 37. Das verursachte ein Kostenproblem, weswegen nur 855 Einheiten zum Preis von 1870 Reichsmark produziert werden konnten – die seitengesteuerte R 32 kostete 2.200 Reichsmark. Die Ende 1925 vorgestellte R 42, war gegenüber der R 37 in vielen Details verbessert und kostete trotz gesteigerter Leistung 700 Reichsmark weniger – Lichtanlage, Hupe und Tacho waren serienmäßig.
Bereits im Jahr 1927 wurde die Produktion der R 39 eingestellt; die Konstruktion mit eingepresster Laufbuchse und relativ hoch liegender Nockenwelle wurde nicht weiter verfolgt. BMW baute erst ab 1931 wieder mit der R 2 einen konstruktiv völlig neuen Einzylinder.

## Technik
Das Motorrad erschien in der damals gängigen BMW-Bauform, mit einem Stahlrohrrahmen und der gezogenen Kurzschwinggabel für die Führung des Vorderrades.

### Motor

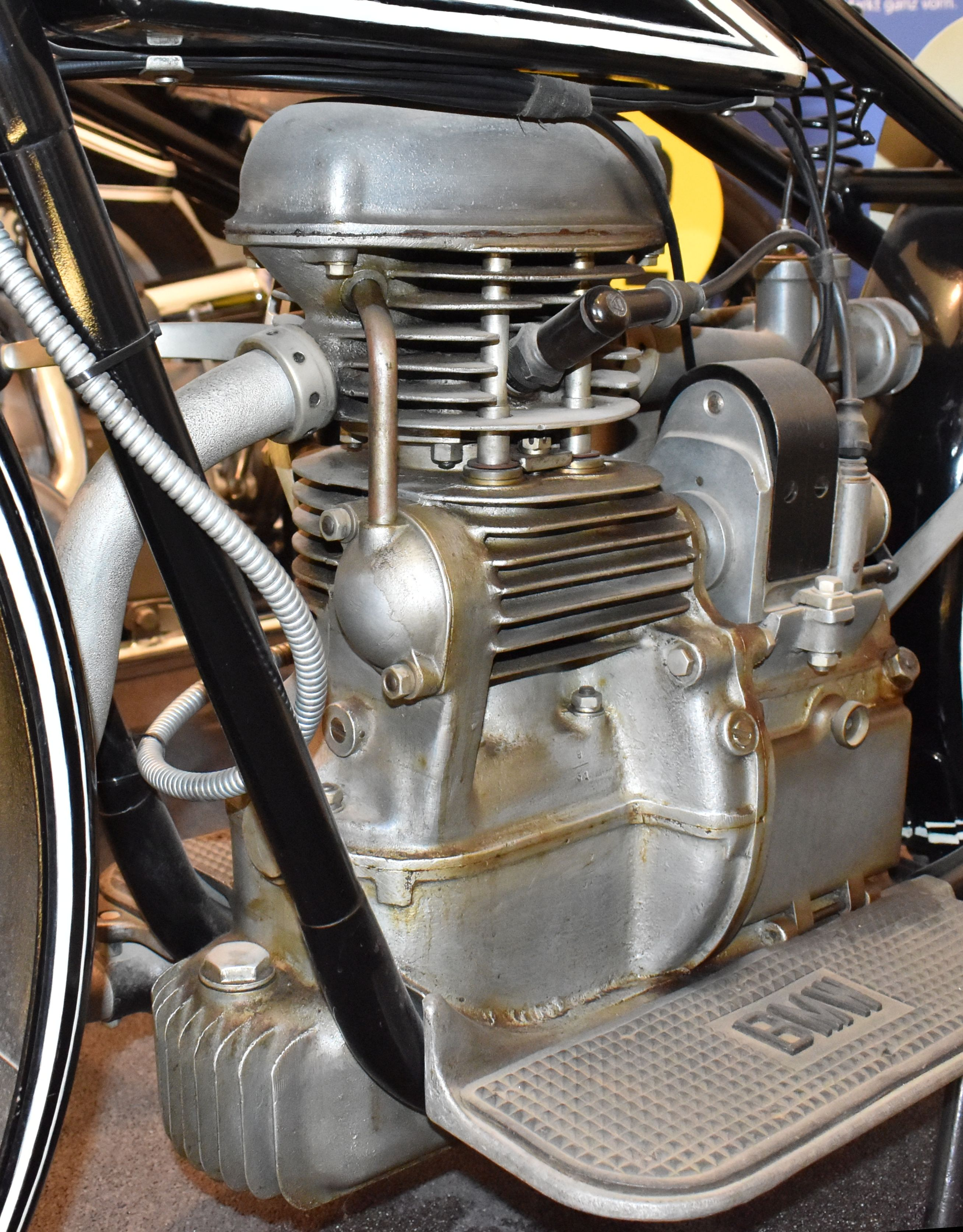
Motor der BMW R 39

Der Motor mit hängenden Ventilen leistete 6,5 PS (4,8 kW) bei 4000 min−1.

#### Motorgehäuse
Das Motorgehäuse war horizontal teilbar.
Ein Zwischenzahnrad links oberhalb der Kurbelwelle trieb die noch eine Ebene höher liegende Nockenwelle an, deren hinteres Ende wiederum die Zündanlage hinter dem Zylinder antrieb. Der Zylinder aus Aluminium mit eingepresster Laufbuchse aus Stahl war an das Motorgehäuse angegossen.

#### Zylinderkopf
Der Zylinderkopf entsprach dem rechten Kopf der R 37. Die Nockenwelle öffnete über kurze Stößel, Stoßstangen und rollengelagerte Kipphebel die Ventile.
Die Schmierung wurde über die Entlüftung des Kurbelgehäuses sichergestellt.

### Antrieb
Die R 39 hatte ein handgeschaltetes Getriebe mit Antriebswelle auf der rechten Seite des ungefederten Hinterrades. BMW bezeichnete die Kraftübertragung vom Getriebe zum Hinterrad als „Kardanantrieb“, die Antriebswelle als „Kardanwelle“ und das Getriebegehäuse am Hinterrad als „Kardangehäuse“ – technisch richtig war es lediglich ein Wellenantrieb des Hinterrades, da es keine Kardangelenke gab. Das horizontal teilbare Getriebegehäuse war direkt an das Motorgehäuse angeflanscht. Die Eingangswelle mit drei Gängen wurde direkt von der Einscheiben-Trockenkupplung im Schwungrad der Kurbelwelle angetrieben. Die Ausgangswelle trieb über eine Hardyscheibe in direkter Verlängerung die Antriebswelle an. Der Kickstarter wurde rechtwinklig zur Fahrzeuglängsachse betätigt. Das Kegelradgehäuse des Hinterradantriebs war leichter und kleiner als bei den Zweizylinder-Motorrädern ausgeführt.

### Fahrwerk
Das Fahrwerk war ein Rohrrahmen ohne Hinterradfederung, die Vordergabel war eine gezogene Kurzschwinge mit Blattfederung. Die Hinterradbremse war erstmals bei BMW als sogenannte „Kardanbremse“ ausgeführt, die auf den Außenring der Hardyscheibe wirkte.

## Technische Daten
| Kenngrößen            | Daten der R 39                 |
| --------------------- | ------------------------------ |
| Bohrung               | 68 mm                          |
| Hub                   | 68 mm                          |
| Hubraum               | 247 cm³                        |
| Leistung              | 6,5 PS (4,8 kW) bei 4000 min−1 |
| Höchstgeschwindigkeit | 90 km/h                        |
| Leergewicht           | 110 kg                         |
| Tankinhalt            | 10 l                           |